# Ctenoplusia sokutsuna
Ctenoplusia sokutsuna là một loài bướm đêm trong họ Noctuidae.